# Fernand Rude
Fernand Rude est un historien, né le 13 juin 1910 à Lyon et mort le 12 mars 1990 à Villeurbanne. Il est surtout connu comme historien de l'histoire locale lyonnaise et des mouvements sociaux qui ont parcouru cette histoire depuis le XVIIIe siècle.

## Biographie
Fils d'enseignant, né dans la Bresse le 13 juin 1910, Fernand Rude fait ses études d'histoire à la faculté de lettres de Lyon. Tout jeune, il devient militant communiste mais il va s'en détacher très vite quand il est confronté au sectarisme de ses dirigeants. Il fait plusieurs voyages en URSS où il se marie, étudie l'histoire et fait des traductions, travaillant avec des historiens qui ne survivront pas aux grandes purges staliniennes. À son retour en France en 1936, il devient professeur d'histoire à Besançon puis à Grenoble. Cette année-là, il quitte le PC, rejoint les socialistes de la SFIO et apporte son soutien aux républicains espagnols, en particulier avec la mouvance libertaire de la gauche espagnole.
Il se lancera rapidement dans la Résistance (sous le pseudonyme de Pierre Froment) et participera aux combats du Vercors. À la Libération, il sera successivement sous-préfet de Vienne et responsable des Beaux-Arts à la préfecture du Rhône.
Il a été inhumé avec son épouse Jeanne Belakowska dans l'ancien cimetière de la Croix-Rousse (Lyon, 4e arrondissement), division 50 ligne 1.

## L'historien
Sur le plan historique, il est considéré comme l'un des spécialistes des révoltes des ouvriers tisseurs de Lyon dont il a tracé dans ses écrits le déroulement historique des événements mais aussi les conditions qui en ont permis l'émergence et leur impact sur la mentalité lyonnaise. En 1984, il participe à la grande exposition de la bibliothèque de la ville de Lyon pour fêter le cent cinquantième anniversaire des insurrections canuses.
Il dirige également la parution d'une partie importante de l'histoire ouvrière lyonnaise avec les Éditions d’Histoire Sociale, une réimpression complète de L'Écho de la fabrique, archive du journal des ateliers et des ouvriers en soie de Lyon dans la période 1831-1834, paru aux éditions EDHIS en 1970.
Outre ses travaux d'historien lyonnais, il a aussi écrit de nombreux textes sur ses séjours en URSS, la Résistance et la Libération, le saint-simonisme et le fouriérisme et le syndicalisme.
En historien, Fernand Rude a aussi travaillé sur le parcours et les œuvres de plusieurs écrivains français, dont Stendhal, Louis-Agathe Berthaud, Jean-Pierre Veyrat, Aloysius Bertrand, ou bien encore Jules Vallès.

## Publications
- La Révolution de 1848 dans le département de l’Isère, éditions Allier, 1949
- Allons en Icarie, éditions PUF, 1952
- Introduction à la Révolution française d’Antoine Barnave, 1790, 1960, réédition Armand Colin, 1971
- Stendhal et la pensée sociale de son temps, Plon, 1967
- Mémorial de « L'Insurgé », témoignages et documents rassemblés par Marie-Gabriel Fugère, présentation par Fernand Rude, Lyon, 1968.
- Le Mouvement ouvrier à Lyon de 1827 à 1832, éditions Anthropos, 1969
- Aloysius Bertrand, éditions Seghers, 1971
- Libération de Lyon et de sa région, éditions Hachette, 1974
- Les Canuts en 1789 : Doléances des maîtres-ouvriers fabricants en étoffe d’or, d’argent et de soie de la ville de Lyon, éditions Fédérop, 1976
- C’est nous les Canuts, éditions Maspero, 1977
- Les Révoltes des Canuts 1831-1834, éditions Maspero, 1982

## Hommages

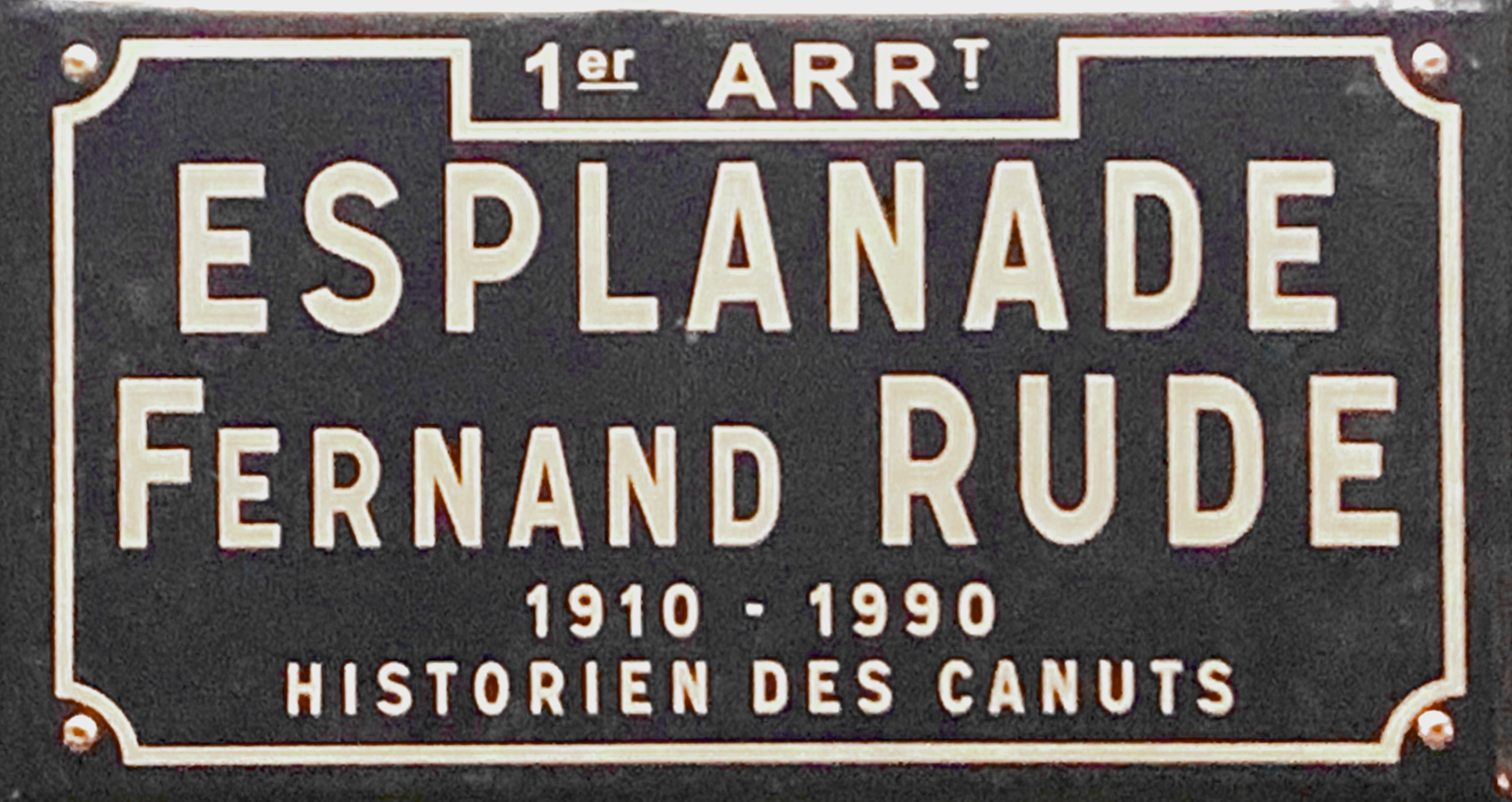
Panneau de l'esplanade Fernand-Rude.

En 2019, l'esplanade de la Grande-Côte dans le 1er arrondissement de Lyon est renommée esplanade Fernand-Rude.